# Vuonatjärn
Vuonatjärn är en sjö i Jokkmokks kommun i Lappland och ingår i Luleälvens huvudavrinningsområde. Sjöns area är 0,02 kvadratkilometer och den befinner sig 391 meter över havet.